# Kempeitai
A Kempeitai a Japán Császári Hadsereg katonai rendőrsége volt 1881 és 1945 között. A szervezeti rendszere és működése leginkább a francia csendőrségre hasonlított, és kezdetben a feladata csupán a hadseregen belül a rend és a fegyelem fenntartása volt. Feladatköre az évek múlásával folyamatosan bővült, és idővel kiterjedt a hírszerzésre és kémelhárításra is. A Kempeitai kémei fontos szerepet játszottak az orosz–japán háború során, ahol részük volt az elért japán győzelemben.
A szervezet az 1920-as években kezdett átalakulni politikai rendőrséggé, amikor Japánban a belpolitikai hangulat egyre inkább radikalizálódott. A Kempeitai a mérsékelt vagy más okból ellenséges politikusok elleni megtorlópolitika egyik fő eszközévé vált. Alegységeként létrehozták a Tokko-kót, amely a megbízhatatlannak tartott szervezeteket, mint például szakszervezeteket, diáktársaságokat, parasztszervezeteket figyelt meg.

## Működésük
A Kempeitai számára szinte minden eszköz rendelkezésre állt, hogy fellépjenek a „belső ellenség” ellen. Így saját belátásuk alapján tartóztathattak le gyanúsítottakat, akiket megkínozhattak és akár bírói ítélet nélkül is kivégezhettek. Instrukcióik alapján egy embert akár arckifejezése alapján is gyanúsítottnak nyilváníthattak. Ennek ellenére Japánban akcióik köre igen korlátozott volt, csak néhány közegre terjedt ki. Legdurvább atrocitásaikat a megszállt területeken követték el a Kína elleni háború, majd a második világháború során. A szervezet fő feladata a különféle ellenállócsoportok felkutatása és felszámolása volt, amelyet különösen kegyetlenül hajtottak végre, változatos kínzási módszereket alkalmazva. Ezeket nagyrészt Japánban lévő gyakorlóiskolájukban sajátították el, ám a világháborút megelőző konfliktusok során is jelentős tapasztalatot szereztek.
Gyakran alkalmazták az úgynevezett vizes kezelést, aminek során a vallatott személyt hasra fektették, megkötözték majd addig itatták vízzel, míg elájult, majd felébresztették, és megtaposták. Szintén gyakran éltek a rizstortúrával is, amikor áldozatokat napokig éheztették, majd nyers rizs fogyasztására kötelezték, és megitatták, amitől a rizs megdagadt benne. Gyakori módszerük volt még a megégetés, az elektrosokk, a körömletépés, az éles tárgyakon térdepeltetés és a térd széttörése. Kegyetlenkedéseiket a szövetséges hadifoglyokon is alkalmazták, és többen közülük emiatt vesztették életüket. A szervezet 731-es alakulata biológiai kísérletekkel foglalkozott és embereken kísérletezett.
A Kempeitai irattárait a világháború vége után megsemmisítették, így kevés esetben indult ellenük nyomozás, és még kevesebb esetben születtek ítéletek. Az amerikaiak sem voltak érdekeltek a Kempeitai kegyetlenkedéseinek feltárásában, ugyanis a sziget újjáépítésére és a kommunizmus megfékezésére fordították minden erejüket.